# Castro de Untia
La colina de Untia es un pueblo castro en el que se basa la actual ciudad de Betanzos, España.

## Historia
La actual ciudad de Betanzos se encuentra en la colina ubicada en la colina entre los ríos Mandeo y Mendo, en el fondo del estuario de Betanzos. El diseño de los sucesivos edificios y calles a lo largo del tiempo ha mantenido la estructura ovalada y el asombroso impuesto por la topografía de la montaña. El castro croa estaría en la zona más alta de la colina, siendo la actual plaza de la Constitución.
El rey Alfonso IX de León en un documento fechado en Valencia de Don Juan el 13 de febrero de 1219, transfiere la ciudad de Betanzos al castro de Untia (Castrum de Vnctia) a pedido de los habitantes. El fuerte era entonces propiedad del Monasterio de Sobrado.